# Boxe aux Jeux panaméricains de 1971
Navigation
Édition précédente Édition suivante
Les compétitions de boxe anglaise des Jeux panaméricains 1971 se sont déroulées du 25 juillet au 6 août à Cali, Colombie.

## Résultats

### Podiums
| Catégories                    | Or                    | Argent               | Bronze                             |
| Poids mi-mouches (-48 kg)     | Rafael Carbonell      | Héctor Velasquez     | Salvador García Juan Carlos Rios   |
| Poids mouches (-51 kg)        | Francisco Rodríguez   | Arturo Delgado       | Douglas Rodríguez Bobby Hunter     |
| Poids coqs (-54 kg)           | Pedro Flores          | Calixto Pérez        | Roger Buchely Ricardo Carreras     |
| Poids plumes (-57 kg)         | Juan Francisco García | José Battista        | Manuel Torres Enrique Alonso       |
| Poids légers (-60 kg)         | Luis Davila           | Alfonso Pérez        | Marco Juardo James Busceme         |
| Poids super-légers (-63,5 kg) | Enrique Requieferos   | José Vasquez         | Wiley Johnson Reginald Forde       |
| Poids welters (-67 kg)        | Emilio Correa         | Larry Carlisle       | Jovito Díaz Sergio Lozano          |
| Poids super-welters (-71 kg)  | Rolando Garbey        | Emetorio Villanueva  | Bernard Guindon Reggie Jones       |
| Poids moyens (-75 kg)         | Faustino Quinales     | Larry Otis           | Agustin Zaragoza Carlos Franco     |
| Poids mi-lourds (-81 kg)      | Raymond Russell       | Waldemar de Oliveira | William Titley Humberto Salguero   |
| Poids lourds (+81 kg)         | Duane Bobick          | Joaquín Rocha        | Teófilo Stevenson Vicente de Campo |

### Tableau des médailles
| Place | Pays              | Médaille d'or, Amérique | Médaille d'argent, Amérique | Médaille de bronze, Amérique | Total |
| ----- | ----------------- | ----------------------- | --------------------------- | ---------------------------- | ----- |
| 1     | Cuba              | 4                       | 0                           | 3                            | 7     |
| 2     | Mexique           | 2                       | 3                           | 3                            | 8     |
| 3     | États-Unis        | 2                       | 2                           | 5                            | 9     |
| 4     | Venezuela         | 2                       | 1                           | 1                            | 4     |
| 5     | Porto Rico        | 1                       | 0                           | 0                            | 1     |
| 6     | Colombie          | 0                       | 3                           | 0                            | 3     |
| 7     | Brésil            | 0                       | 1                           | 1                            | 2     |
| 8     | Chili             | 0                       | 1                           | 0                            | 1     |
| 9     | Argentine         | 0                       | 0                           | 2                            | 2     |
| 9     | Canada            | 0                       | 0                           | 2                            | 2     |
| 9     | Équateur          | 0                       | 0                           | 2                            | 2     |
| 12    | Argentine         | 0                       | 0                           | 1                            | 1     |
| 12    | Nicaragua         | 0                       | 0                           | 1                            | 1     |
| 12    | Salvador          | 0                       | 0                           | 1                            | 1     |
| Total | 14 pays médaillés | 11                      | 11                          | 22                           | 44    |